# Simonis et Judae

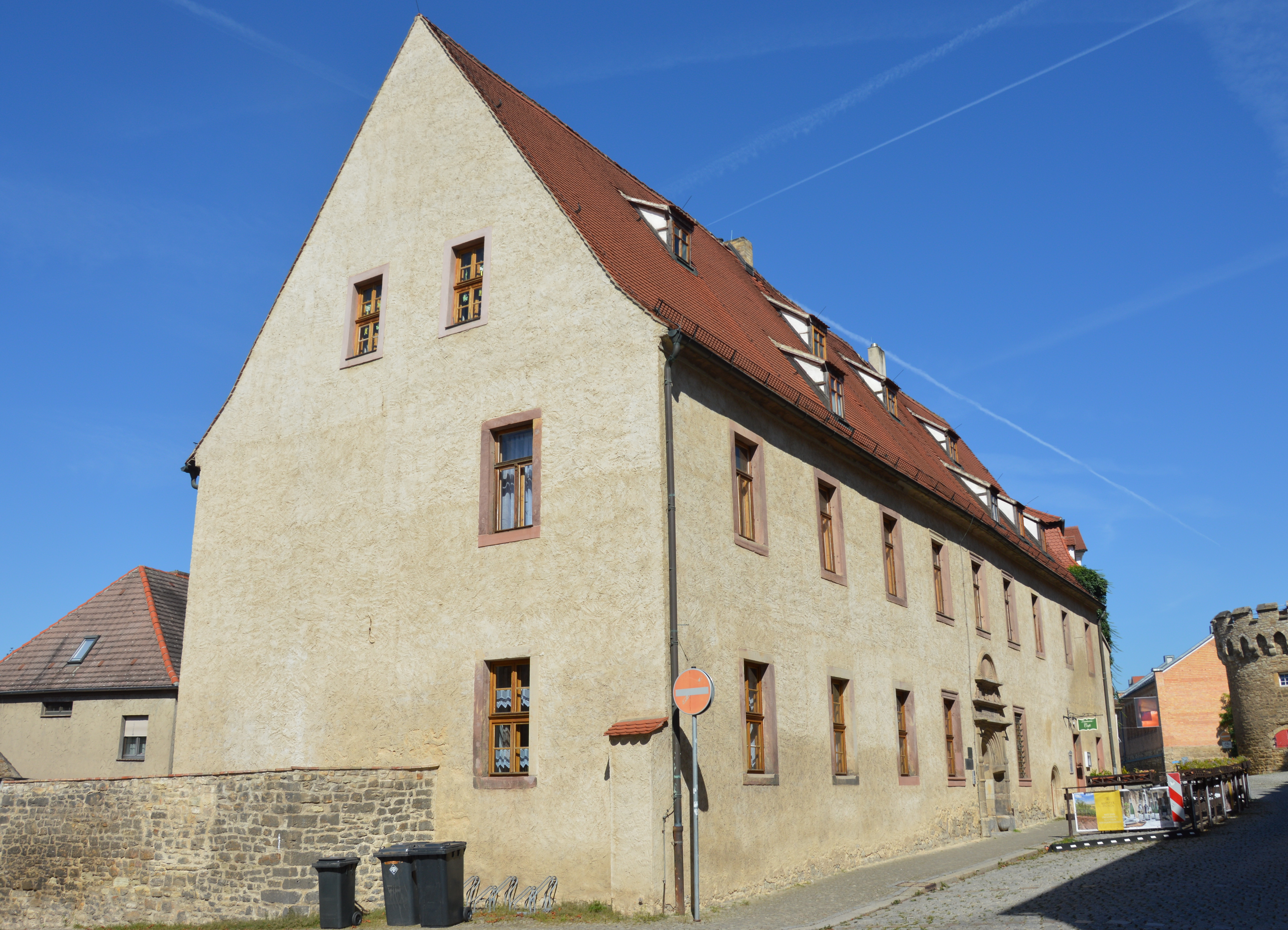
Simonis et Judae, 2017

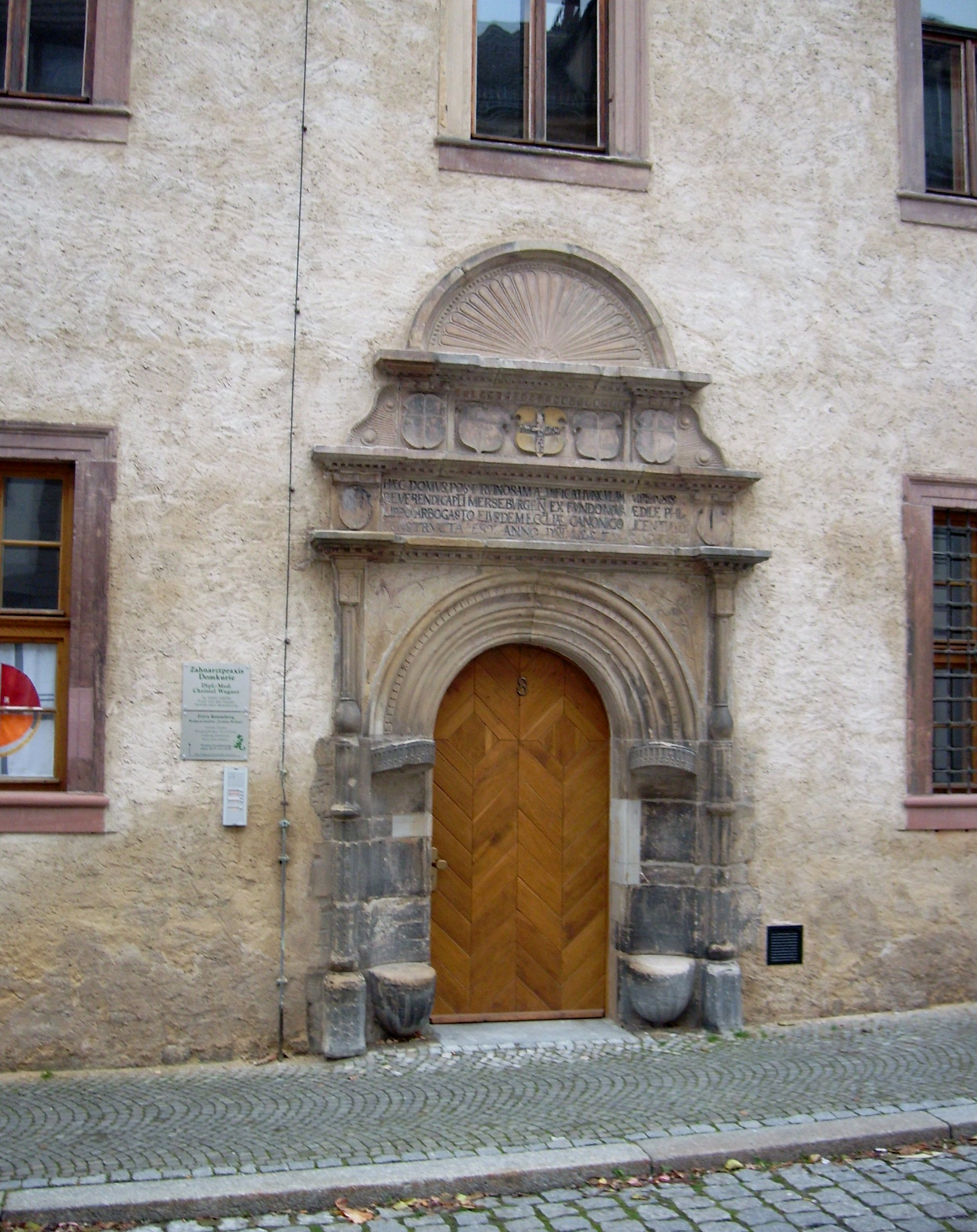
Sitznischenportal mit Inschrift

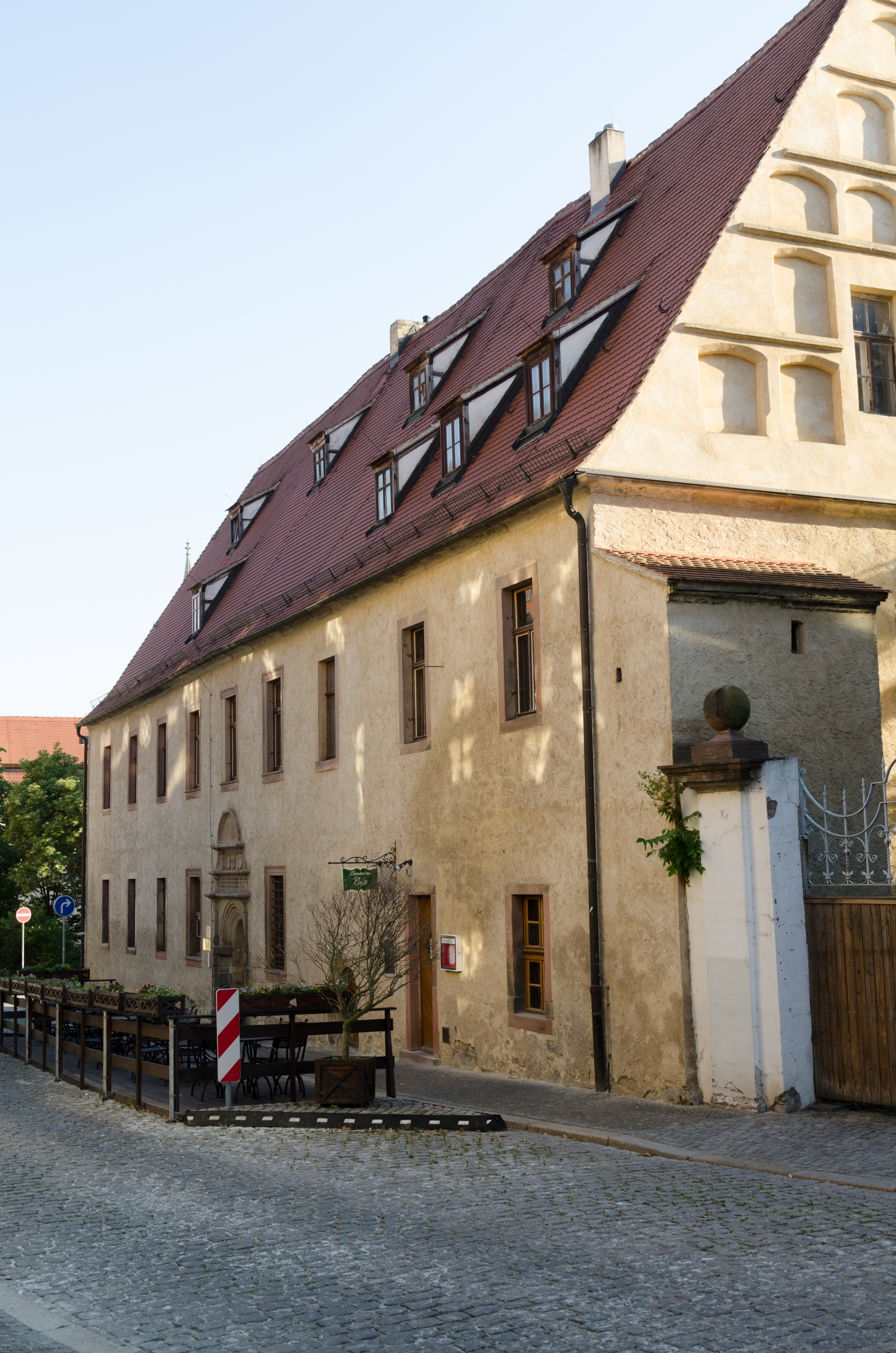
Blick von Norden, 2015

Simonis et Judae, auch Curia Simonis et Judae, ist der Name eines denkmalgeschützten Gebäudes in der Stadt Merseburg in Sachsen-Anhalt. Im Gebäude befindet sich das Domherrencafé.

## Lage
Es befindet sich auf der Westseite der Domstraße in der Merseburger Innenstadt an der Adresse Domstraße 8, nördlich der Einmündung der Schulstraße. Simonis et Judae liegt vor dem Krummen Tor in der sogenannten äußeren Domfreiheit.

## Architektur und Geschichte
Das Gebäude ist Teil der Domkurie des Merseburger Doms und entstand nach einer am Haus befindlichen Inschrift im Jahr 1557 an der Stelle eines kleinen baufälligen Vorgängerbaus. Als bauverantwortlicher Domherr wird Philipp Arbogast genannt. Im ersten Viertel des 18. Jahrhunderts wurde der Renaissancebau deutlich nach Süden im barocken Stil erweitert, wobei sich die Länge des Hauses fast verdoppelte. Im Haus wohnten Domherren. Der Name des Gebäudes ergab sich dabei aus den Altären, aus denen die jeweiligen Domherren ihre Einkünfte bezogen, hier also Simon und Judas.
Besonders bemerkenswert ist ein Sitznischenportal sowie ein profiliertes Portalgewände. Zum Hof hin bestehen mehrere Renaissancefenster. Der nördlichen Giebel des Gebäudes ist mit Blendnischen versehen. Bedeckt wird der Bau von einem Satteldach.
Im Inneren des langgestreckten Hauses befindet sich im Erdgeschoss des nördlichen Teils ein überwölbter Raum. Das obere Geschoss wird von einer Balkendecke aus dem 16. Jahrhundert überspannt. Darüber hinaus bestehen im südlichen Teil üppig verzierte Stuckdecken aus der Zeit der Erweiterung. In einem anderen Raum sind noch Reste einer aus dem zweiten Viertel des 19. Jahrhunderts stammenden klassizistischen Ausmahlung. Es bestehen zwei große aus dem 16. Jahrhundert stammende Kellergewölbe.
Nach dem Ersten Weltkrieg veräußerte das Domkapitel während der Inflationszeit das Gebäude. Später war im Haus während der Zeit der DDR eine Friseurgenossenschaft ansässig. Nach dem Jahr 1990 wurde der Dachstuhl denkmalgerecht saniert und das Dach neu gedeckt. Die Sanierung war auf Grund eines Hausschwammbefalls erforderlich geworden. Der Bau stand dann jedoch über mehrere Jahre leer, wodurch es wieder zu Schäden am Gebäude kam. Das Objekt wurde dann von Meinolf Schulterbraucks erworben und von 2003 bis 2009 unter Nutzung städtischer Fördermittel restauriert.
Im Gebäude sind heute (Stand 2017) vier Wohnungen, eine Zahnarztpraxis sowie das Domherrencafé mit dem Weinkontor VERITAS untergebracht.
Im örtlichen Denkmalverzeichnis ist die Kurie unter der Erfassungsnummer 094 20151 als Baudenkmal verzeichnet.